# OGLE-2005-BLG-390Lb

صورة تخيلية للكوكب OGLE-2005-BLG-390Lb

OGLE-2005-BLG-390Lb  هو كوكب خارج المجموعة الشمسية يتبع النجم OGLE-2005-BLG-390L ويدور حوله ويقعان على بعد 21500 سنة ضوئية منا، وهما قريبان من مركز مجرة درب التبانة. يقع هذا الكوكب في كوكبة العقرب. أعلنت ثلاثة هيئات علمية يوم 25 يناير 2006 عن اكتشافها لهذا الكوكب الذي يعد أكبر من كوكب الأرض ولكنه خارج المجموعة الشمسية ويتبع النجم المسمى باسمه، وتلك الهيئات هي: بلانيت، وتجربة العدسية الجذبية الضوئية OGLE ومجموعة مشاهدات عدسية صغرية في فيزياء الفلك MOA. ولا يبدو أن هذا الكوكب المكتشف يحوي ظروفا تساعد على الحياة. يبعد عنا نحو 21000 سنة ضوئية.

## خواصه الفيزيائية
يدور الكوكب
OGLE-2005-BLG-390Lb حول نجمه على بعد من 2 إلى 1و4 وحدة فلكية، أي لو كان هذا الكوكب ضمن المجموعة الشمسية لوقع مداره بين مدار المريخ ومدار المشتري (المسافة المعطاة تعطي مقدار عدم دقة بعد مدار الكوكب عن نجمه، ولا يعبر عن انزياح مركزي للمدار حيث أن إحداثيات المدار لا زالت غير معروفة.) وحتى وقوع هذا الاكتشاف فلم يعثر على من قبل على كوكب خارج المجموعة الشمسية من نجوم النسق الأساسي يبعد عن نجمه مسافة أكبر من 15و0 وحدة فلكية. ويحتاج الكوكب نحو 10 سنين أرضية لكي يتم دورة واحدة حول نجمه OGLE-2005-BLG-390L .
يقع النجم العائل للكوكب
OGLE-2005-BLG-390Lb في كوكبة العقرب:
مطلع مستقيم 17:54:19.2, ميل (فلك) −30°22′38″ , حقبة، المسافة بينه وبيننا 6.6 ± 1.0 فرسخ فلكي) ويعتقد باحتمال 95% بأنه قزم أحمر بارد، قزم أبيض باحتمال 4% أو نجم نيوتروني أو ثقب أسود باحتمال 1 % . وبصرف النظر عن عدم دقة تصنيف هذا النجم إلا أنه من المؤكد أن إشعاعه من الطاقة أقل بكثير مما تشعه شمسنا.

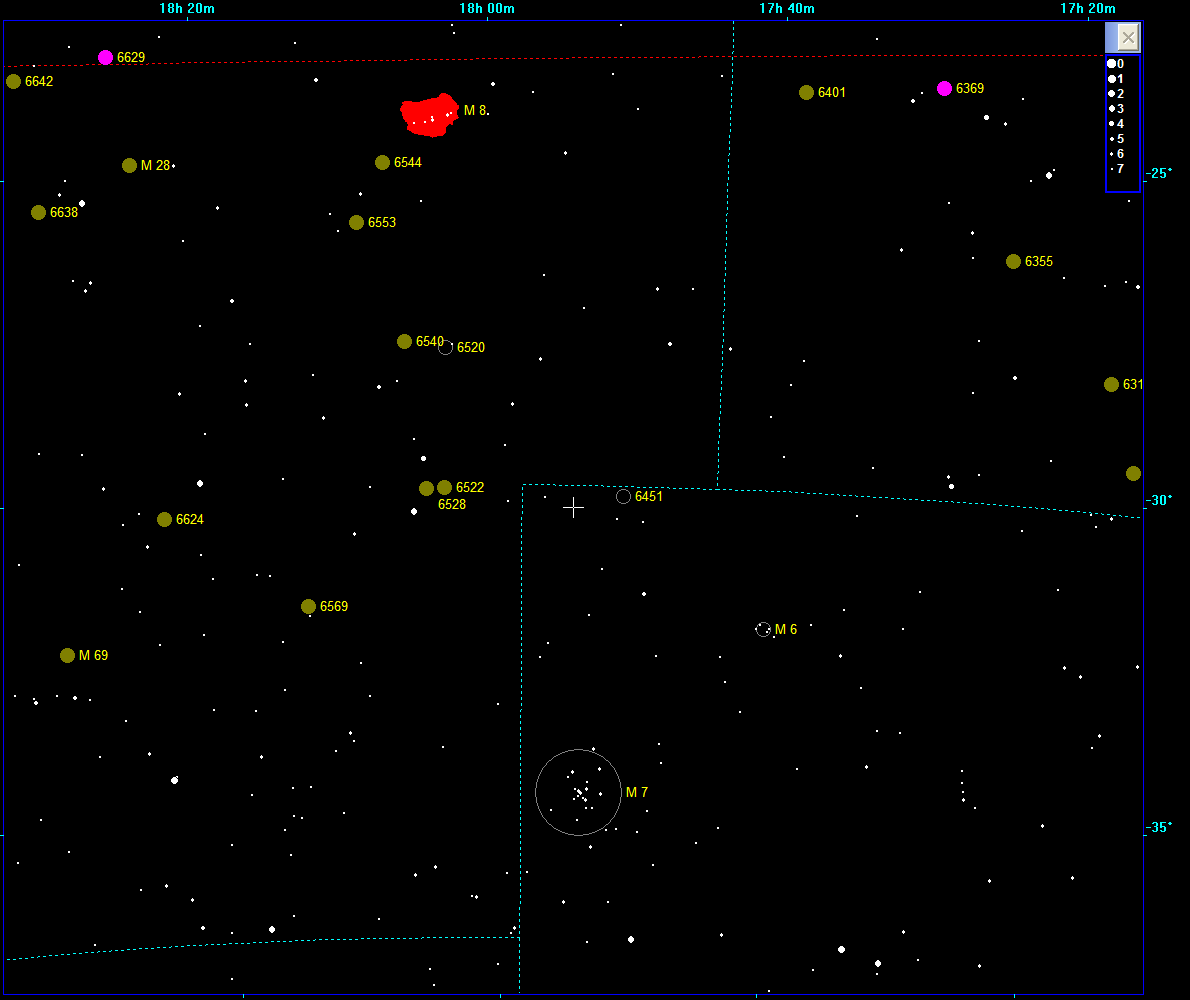
موقع OGLE-2005-BLG-390L في كوكبة العقرب.

وتقدر كتلة الكوكب بأنها نحو خمسة أضعاف كتلة الأرض (5.5+5.5
−2.7 ME . هذا التعبير الرياضي يعطي مقدار كتلة الكوكب المعينة ومقدراي الخطأ، أي أن تقدير كتلة الكوكب بين 8و3 إلى 11 كتلة أرضية.)
ويعتقد بعض العلماء أن الكوكب صخري وباطنه قد يشبه باطن الأرض وأن له جو رقيق. وتدل المسافة بين الكوكب ونجمه وقلة الطاقة الصادرة من النجم على ان درجة الحرارة على الكوكب لا تتعدى 50 كلفن. وإا كان الكوكب صخريا فعند تلك درجة الحرارة تكون سوائله سواء كان عليه ماء أو أمونيا أو ميثان فهي تكون متجمدة. وإذا لم يكن الكوكب صخريا فإنه يكون في هيئة كوكب غازي متجمد مثل أورانوس، إلا أنه أصعر من أورانوس كثيرا.
ويقول «ميشائيل تورنر» نائب رئيس المؤسسة الوطنية العلمية التي أشرفت على البحث، يقول:«لقد عثرنا على أكثر الكواكب مشابهة بالأرض.» فكتلة الكوكب المقدرة ب 5و5 كتلة ارضية اقل من كتلة الكوكب Gliese 876 d التي تصل إلى 5و7 كتلة أرضية. ورغم أنه تم اكتشاف كواكب خارج المجموعة الشمسية ذات كتل أقل من كتلة الأرض حتى تاريخ يناير 2006، إلا أنها قد وجدت تدور في أفلاك نجوم نباضة مثلما في حالة نباض 1257+12.